# سایزریا

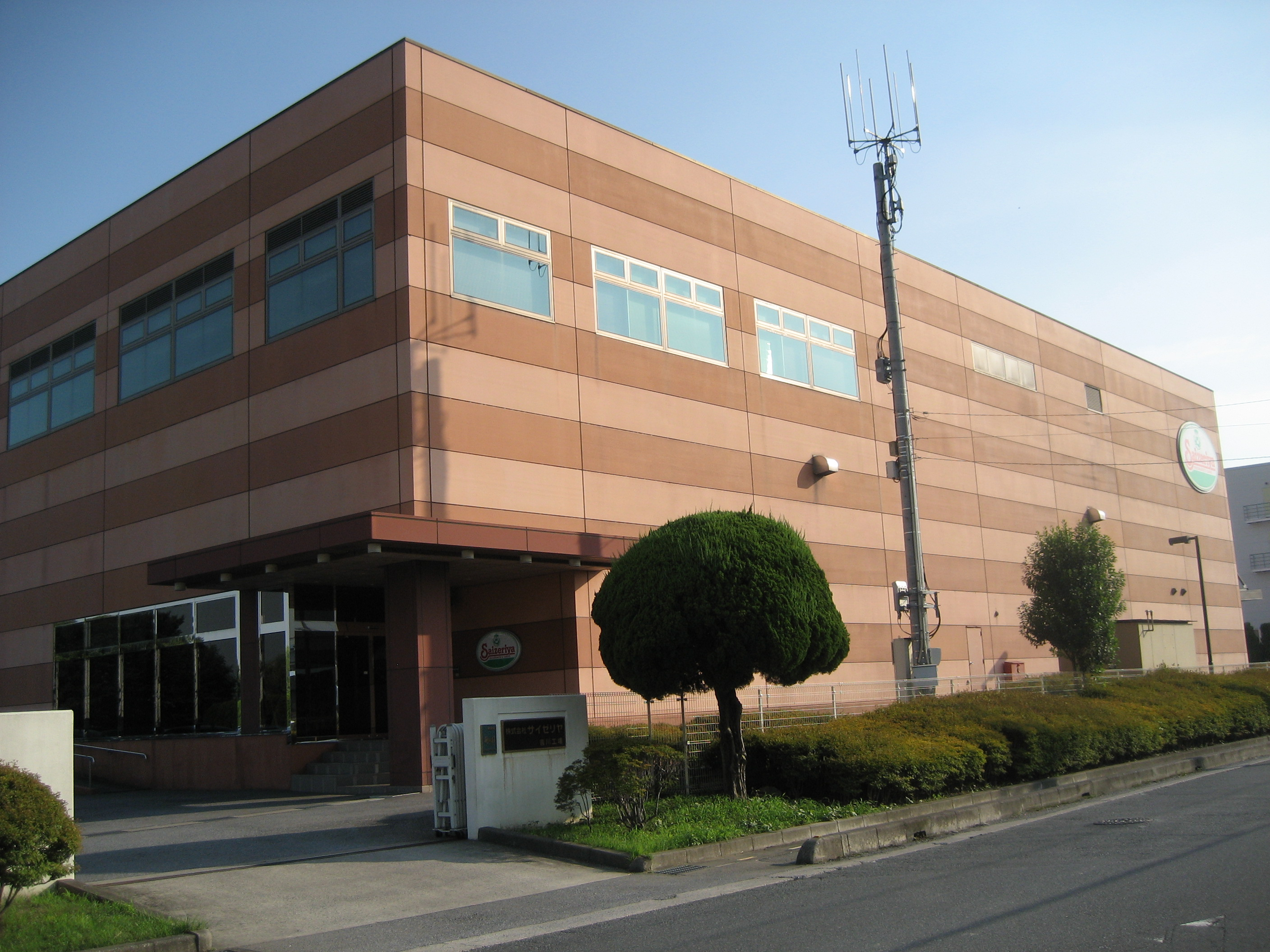
نمای بیرون از شرکت سایزریا

سایزریا (انگلیسی: Saizeriya) شرکت رستوران‌های زنجیره‌ای ژاپنی است، که در سال ۱۹۷۳ تأسیس شد.